# 長尾憲長
長尾 憲長（ながお のりなが）は、戦国時代の武将。山内上杉家家宰。

## 略歴
文亀3年（1503年）、長尾景長の嫡男として誕生。憲長の名は上杉憲房の一字を得たとみられている。
大永4年（1524年）頃に足利長尾氏長尾氏の家督と山内上杉家の家宰を継ぐ。享禄元年（1528年）に父・景長が病没する。この年、古河公方足利高基の嫡男・晴氏の元服に際し、長尾為景を介して12代将軍・足利義晴の偏諱を拝領するために交渉を行うと共にその元服式に参列、式の翌日である同年12月28日に但馬守の受領名が与えられた。
長尾景誠の暗殺によって白井長尾氏が断絶すると、それまで対立していた総社長尾氏と共に事態の収拾を図り、長尾憲景を当主に立てている。内紛によって関東管領が上杉憲寛から上杉憲政に交替した後も家宰を務めている。天文17年（1548年）の足利藤氏の元服式には子・当長が参列しており、当長を元服式に参列させるために隠居して家宰を譲ったとも考えられる。